# Continental IO-370
Continental IO-370 ist eine Baureihe von Flugzeugmotoren des US-amerikanischen Herstellers Continental Aerospace Technologies.

## Konstruktion und Entwicklung
Beim IO-370 handelt es sich um luftgekühlte Vierzylinderboxermotoren mit Benzineinspritzung und einer Kompression von bis zu 9,6:1. Die Motoren sind für den Betrieb mit AvGas 100/100LL ausgelegt.

## Varianten
IO-370-CL
Basisversion mit 195 hp (145 kW) bei 2700 min−1, Trockengewicht 295 lb (134 kg), Musterzulassung am 11. Oktober 2018
IO-370-CM
Baugleich mit IO-370-CL, aber mit konischer Befestigung
IO-370-DA3A
„Continental Prime“-Variante mit 180 hp (134 kW) bei 2700 min−1, Trockengewicht 292,5 lb (133 kg)

## Verwendung
- Piper Pilot 100
- Cessna 172 Retrofit